# Ala-Lemu gård
Ala-Lemu gård (finska: Ala-Lemun kartano) är en herrgård i S:t Karins i Finland. Gården, som ligger i Egentliga Finland, är känd redan från 1567. Den nuvarande huvudbyggnaden byggdes 1767 efter Christian Friedrich Schröders ritningar.

## Historia
Alalemu, som även har kallats Lemonäs, var en by med två hemman under 1400- och 1500-talen. Ett av hemmanen blev prebende till Åbo domkyrka i slutet av 1400-talet. Det andra hemmanet bildade den nuvarande herrgården. År 1557 blev hemmanet ett frälsehemman till Erik Håkansson Slang. Hemmanet behöll sin frälserätt även efter reduktionen 1683. Frälsegården bildades under storskiftet som började 1763. Då föreslog ärkebiskopen Mennanders son Carl Fredrik Fredenheim att gårdens tomt skulle flyttas västerut till Niemenpelto som är den nuvarande platsen. Den nya platsen hade den vackraste och vidaste utsikten mot havet. Ägaren till Greula gård, hovsekreteraren Anders Mondolin, och ägaren till Ala-Lemu gård, ärkebiskopen Carl Fredrik Mennander, kom överens om byggandet av den nya gården 1764. Den nya huvudbyggnaden byggdes på marken som hade varit i Mondolins ägo.
Sveriges armé landsteg vid gårdens strand under Finska kriget 1808-1809 för att marschera till Åbo. Man kan ännu idag se spår av landstigningen i gårdens trädgård. Det finns en stor ek där i närheten av en kulle i trädgården. Det berättas att eken planterades på denna plats där majoren Anders Wilhelm Ramsay avled.

## Byggnader
Den nuvarande huvudbyggnaden på Ala-Lemu gård har ritats av Christian Friedrich Schröder. Bygget påbörjade sommaren 1765 när den gamla huvudbyggnaden flyttades bort från sin tomt. Då började man också bygga gårdens ladugård och källare. På våren 1766 färdigställdes bland annat rian. Ala-Lemus huvudbyggnad stod färdig sommaren 1767.
Till gårdens ursprungliga ekonomibyggnader hör bland annat landbondens bostad, bastun och två bodar. Väderkvarnen revs under slaget vid Lemo eftersom svenska soldater behövde trämaterial för försvarsbyggnader. Gården har senare fått två flyglar, köket byggdes troligen i början av 1800-talet och vinterträdgården har antagligen byggts av greven August Armfelt cirka 1900.
Gården renoverades i slutet av 1920-talet och då fick huvudbyggnaden sin 1920-talsklassicistiska stil.  Numera inrymmer huvudbyggnaden konferenslokaler och hotellrum.

## Ägarna
Förteckning över Ala-Lemu gårds ägarna:
| Åren                 | Ägaren                                                   |
| -------------------- | -------------------------------------------------------- |
| Början av 1400-talet | Kristina med sin son Johan Hjärne                        |
| 1445                 | Henrik Hjärne                                            |
| 1557                 | Erik Håkansson Slang till Wiuriala                       |
| 1580                 | Erik Mårtensson till Böle i Kimito                       |
| Början av 1600-talet | Marskalken Anders Boije                                  |
| 1618                 | Arvid Hansson Stålarm och Hebla Stålarm                  |
| 1660 – 1668          | Jaktmästaren Erik Boije                                  |
| 1668 – 1671          | Sofia Beuraeus                                           |
| 1671 – 1675          | Arvingar till Sofia Beuraeus                             |
| 1675                 | Elin Thorvöst                                            |
| 1687 – 1703          | Arvingar till Elin Thorvöst                              |
| 1704 – 1732          | Rådmannen Karl Scheffer                                  |
| 1732 – 1763          | Karl Beckman, kyrkoherde i Tövsala                       |
| 1764 – 1777          | Ärkebiskopen Carl Fredrik Mennander                      |
| 1777 – 1778          | Akademikamreraren Tomas Björkbom                         |
| 1778 – 1784          | Hovrättsvicepresident Eric Walleen                       |
| 1785 – 1788          | Överstelöjtnanten Nils Fredrik von Wallvijk              |
| 1778 – 1791          | Fredrika Wilhelms                                        |
| 1792 – 1793          | Statsrådet, greve Carl Erik Mannerheim                   |
| 1793 – 1794          | Fredrika Charlotta Wilhelms                              |
| 1795                 | Färgaren Nordling                                        |
| 1796 – 1798          | Ryttmästaren Karl K. Uggla                               |
| 1799 – 1804          | Generalinspektören Lars Nils Thuring                     |
| 1805 - 1809          | Häradshövdingen Per Johan Ekbom                          |
| 1810 - 1813          | Guldsmeden Anders Törnqvist                              |
| 1814 – 1858          | Hovrättsassessorn i Åbo, statsrådet Carl Fredrik Richter |
| 1858 – 1863          | Senator Berndt Federley                                  |
| 1864 – 1889          | Häradsskrivare Ludvig Landell                            |
| 1889 – 1890          | Elisabeth Landell                                        |
| 1891 – 1894          | Doktorinnan Adele Indrenius                              |
| 1894 – 1904          | Greve August Magnus Armfelt                              |
| 1904 – 1908          | Arkitekten, greve Carl Eugen Armfelt                     |
| 1908 – 1922          | Kassören, greve Filip Harald Armfelt                     |
| 1922 – 1938          | Lantbruksrådet, konsul Eliel Sundström                   |
| 1938 – 1968          | Jan-Erik Sundström                                       |
| 1968 – 1998          | Åbo stad                                                 |
| 1998 – 2011          | Stiftelsen Varsinais-Suomen Kansallissäätiö              |
| 2011 –               | Aktiebolaget Lemon kartano Oy                            |